# R. L. Stine
Robert Lawrence Stine (Columbus, 18 de outubro de  1943) conhecido como R.L. Stine e Jovial Bob Stine, é um escritor americano. Stine é chamado de "Stephen King da literatura infantil". É autor de centenas de romances de ficção de terror, incluindo os livros das séries Rua do Medo, Goosebumps, (que virou série de tv, e foi considerado o "Harry Potter" da década de 90 se) e Hora do Arrepio. Os livros de RL Stine já venderam mais de 400 milhões de cópias, o que o fez entrar para o Guinness World Records (livro dos recordes).

## Biografia
R.L. Stine, como é conhecido popularmente, nasceu no município de Columbus no estado americano de Ohio. É filho da dona de casa Anne Stine e de Lewis Stine, um funcionário do setor de expedição. É conhecido pelas histórias juvenis de suspense, Seu primeiro livro infanto-juvenil foi "Como ser engraçado".
Atualmente mora próximo ao Central Park, em Nova York, com sua mulher, Jane, e o filho Matt. R.L.Stine é autor da séries Rua do Medo e Fantasmas da Rua do Medo e de O supersticioso, livro de suspense para adultos, todos publicados pela Rocco. Já escreveu mais de 350 histórias de mistério e policiais para adolescentes, todos best-sellers. Ele diz não saber de onde vêm suas idéias: "Só sei que tenho um monte de histórias na cabeça e que não posso esperar para escrevê-las", declara.
Suas histórias são basicamente de suspense pra crianças e adolescentes, mas nunca é muito assustadora por causa da faixa-etária pra quem escreve. Ele diz: "Várias crianças vem me perguntar: Você viveu as histórias mesmo, daquele livro?! Sinto em dizer: Não…", diverte-se.
Robert Lawrence Stine, passou a escrever aos 9 anos, quando encontrou uma maquina de escrever no sótão de sua casa. Ele gostava tanto de escrever que ele nem ia brincar na rua. Ele também gostava de criar histórias em quadrinhos, tanto que até pensou em se tornar um quadrinista, mas ele percebeu que não tinha muito jeito para desenhar, então decidiu se dedicar mais à escrita. Na escola, ele não era um bom aluno (vivia fazendo piadas e interrompendo a aula). Tirava notas B nos boletins, mas não se esforçava muito. Inclusive, ele não era muito bom em matemática e odiava educação física, tanto que o único esporte em que era bom era o pingue-pongue. 
R. L. se formou na Universidade Estadual de Ohio em 1965. Na faculdade, editou a revista The Sundial  por três anos. Dedicava todo o seu tempo escrevendo a revista. Em 1967, foi para Nova York para se tornar escritor. Foi trabalhar na Scholastic escrevendo para revistas escolares. Após isso, começou a escrever livros de piadas e humor para crianças, como How To Be Funny, 101 Creepy Creature Jokes e The Sick of Being Sick Book. Criou a Bananas Magazine, uma revista de humor que escreveu e editou por 10 anos. R. L. se casou com Jane Waldhorn em 1969. Jane se tornou escritora e editora , o que fez com quem os dois trabalhassem em vários livros juntos. Mais tarde Jane e R. L. fundaram a própria editora, a Parachute Press. Em 1986, escreveu Blind Date, o seu primeiro romance de terror para adolescentes, que se tornou um best-seller de imediato. Após esse, se seguiram vários outros livros de terror para adolescentes. Em 1989, criou a série Rua do Medo, que logo se tornou a série YA mais vendida da história, com mais de 100 títulos publicados. 

## Goosebumps[5]
Goosebumps estreou em 1992, com o livro Welcome to Dead House ( Bem-Vindos à Casa dos Mortos no Brasil e Bem-Vindos à Casa da morte em Portugal).  A série rapidamente se tornou um sucesso em todo o mundo, tornando R. L. em uma celebridade mundial. A série de TV de Goosebumps foi a série infantil número um nos Estados Unidos por três anos consecutivos.
Até agora, a série já conta com mais de 130 títulos.

## Outros livros[6]
R. L. também criou várias outras séries de livros de terror, incluindo  Mostly Ghostly, The Nightmare Room e Rotten School. Ele também publicou duas coletâneas de contos, The Nightmare Hour e The Haunting Hour.
Em 2011, ele lançou It's The First Day of School Forever e Young Scrooge, publicados pela editora Macmillan.
Em 2014, ele reviveu a série Rua do medo e escreveu A Pequena Loja dos Monstros, o seu primeiro livro ilustrado. O livro foi ilustrado por Marc Brown, famoso por Arthur.
Em 2016, ele lançou a série Goosebumps Slappyworld (traduzido como Goosebumps: O Mundo de Slappy no Brasil)
Em 2023, R. L. lançou a mais nova série de Goosebumps, Goosebumps: The House of Shivers. E no mesmo ano ele lançou sua única graphic novel, de terror para adultos, em uma série chamada Stuff of Nightmares.

### Series Originais

#### Space Cadetsas
1. Jerks-in-Training
2. Losers in Space
3. Bozos on Patrol

#### Goosebumps
Artigo autônomo: 
 § Goosebumps Series

#### Goosebumps Series 2000
1. Cry of the Cat
2. Bride of the Living Dummy
3. Creature Teacher
4. Invasion of the Body Squeezers, Part I
5. Invasion of the Body Squeezers, Part II
6. I Am Your Evil Twin
7. Revenge R Us
8. Fright Camp
9. Are You Terrified Yet?
10. Headless Halloween
11. Attack of the Graveyard Ghouls
12. Brain Juice
13. Return to HorrorLand
14. Jekyll and Heidi
15. Scream School
16. The Mummy Walks
17. The Werewolf in the Living Room
18. Horrors of the Black Ring
19. Return to Ghost Camp
20. Be Afraid – Be Very Afraid!
21. The Haunted Car
22. Full Moon Fever
23. Slappy's Nightmare
24. Earth Geeks Must Go!
25. Ghost in the Mirror

#### Give Yourself Goosebumps
1. Escape from the Carnival of Horrors
2. Tick Tock, You're Dead!
3. Trapped in Bat Wing Hall
4. The Deadly Experiments of Dr. Eeek
5. Night in Werewolf Woods
6. Beware of the Purple Peanut Butter
7. Under the Magician's Spell
8. The Curse of the Creeping Coffin
9. The Knight in Screaming Armor
10. Diary of a Mad Mummy
11. Deep in the Jungle of Doom
12. Welcome to the Wicked Wax Museum
13. Scream of the Evil Genie
14. The Creepy Creations of Professor Shock
15. Please Don't Feed the Vampire!
16. Secret Agent Grandma
17. Little Comic Shop of Horrors
18. Attack of the Beastly Baby-sitter
19. Escape from Camp Run-for-Your-Life
20. Toy Terror: Batteries Included
21. The Twisted Tale of Tiki Island
22. Return to the Carnival of Horrors
23. Zapped in Space
24. Lost in Stinkeye Swamp
25. Shop Till You Drop...Dead!
26. Alone in Snakebite Canyon
27. Checkout Time at the Dead-End Hotel
28. Night of a Thousand Claws
29. Invaders from the Big Screen
30. You're Plant Food!
31. The Werewolf of Twisted Tree Lodge
32. It's Only a Nightmare
33. It Came from the Internet
34. Elevator to Nowhere
35. Hocus-Pocus Horror
36. Ship of Ghouls
37. Escape from Horror House
38. Into the Twister of Terror
39. Scary Birthday to You
40. Zombie School
41. Danger Time
42. All-Day Nightmare

##### Give Yourself Goosebumps Special Edition
1. Into the Jaws of Doom
2. Return to Terror Tower
3. Trapped in the Circus of Fear
4. One Night in Payne House
5. The Curse of the Cave Creatures
6. Revenge of the Body Squeezers
7. Trick or...Trapped!
8. Weekend at Poison Lake

#### Fear Street
1. The New Girl
2. The Surprise Party
3. The Overnight
4. Missing
5. The Wrong Number
6. The Sleepwalker
7. Haunted
8. Halloween Party
9. The Stepsister
10. Ski Weekend
11. The Fire Game
12. Lights Out
13. The Secret Bedroom
14. The Knife
15. The Prom Queen
16. First Date
17. The Best Friend
18. The Cheater
19. Sunburn
20. The New Boy
21. The Dare
22. Bad Dreams
23. Double Date
24. The Thrill Club
25. One Evil Summer
26. The Mind Reader
27. Wrong Number 2
28. Truth or Dare
29. Dead End
30. Final Grade
31. Switched
32. College Weekend
33. The Stepsister 2
34. What Holly Heard
35. The Face
36. Secret Admirer
37. The Perfect Date
38. The Confession
39. The Boy Next Door
40. Night Games
41. Runaway
42. Killer's Kiss
43. All-Night Party
44. The Rich Girl
45. Cat
46. Fear Hall: The Beginning
47. Fear Hall: The Conclusion
48. Who Killed The Homecoming Queen?
49. Into The Dark
50. Best Friend 2
51. Trapped
52. Party Games
53. Don't Stay Up Late
54. The Lost Girl
55. Fear Street Super Thriller: Party Games & Don't Stay Up Late

##### New Fear Street
1. The Stepbrother
2. Camp Out
3. Scream, Jennifer, Scream!
4. The Bad Girl

##### Fear Street Super Chiller
1. Party Summer
2. Silent Night
3. Goodnight Kiss
4. Broken Hearts
5. Silent Night 2
6. The Dead Lifeguard
7. Cheerleaders: The New Evil
8. Bad Moonlight
9. The New Year's Party
10. Goodnight Kiss 2
11. Silent Night 3
12. High Tide
13. Cheerleaders: The Evil Lives!

##### Cheerleaders
1. The First Evil
2. The Second Evil
3. The Third Evil
4. The New Evil
5. The Evil Lives!

##### The Fear Street Saga Trilogy
1. The Betrayal
2. The Secret
3. The Burning

##### 99 Fear Street: The House of Evil
1. The First Horror
2. The Second Horror
3. The Third Horror

##### Cataluna Chronicles
1. The Evil Moon
2. The Dark Secret
3. The Deadly Fire

##### Fear Park
1. The First Scream
2. The Loudest Scream
3. The Last Scream

##### Fear Street Sagas
1. A New Fear
2. House of Whispers
3. Forbidden Secrets
4. The Sign of Fear
5. The Hidden Evil
6. Daughters of Silence
7. Children of Fear
8. Dance of Death
9. Heart of the Hunter
10. The Awakening Evil
11. Circle of Fire
12. Chamber of Fear
13. Faces of Terror
14. One Last Kiss
15. Door of Death
16. The Hand of Power

##### Fear Street Seniors
1. Let's Party
2. In Too Deep
3. The Thirst
4. No Answer
5. Last Chance
6. The Gift
7. Fight Team, Fight
8. Sweetheart, Evil Heart
9. Spring Break
10. Wicked
11. The Prom Date
12. Graduation Day

##### Fear Street Nights
1. Moonlight Secrets
2. Midnight Games
3. Darkest Dawn

#### Ghosts of Fear Street
1. Hide and Shriek
2. Who's Been Sleeping in My Grave?
3. The Attack of the Aqua Apes
4. Nightmare in 3-D
5. Stay Away from the Tree House
6. Eye of the Fortuneteller
7. Fright Knight
8. The Ooze
9. Revenge of the Shadow People
10. The Bugman Lives!
11. The Boy Who Ate Fear Street
12. Night of the Werecat
13. How to Be a Vampire
14. Body Switchers from Outer Space
15. Fright Christmas
16. Don't Ever Get Sick at Granny's
17. House of a Thousand Screams
18. Camp Fear Ghouls
19. Three Evil Wishes
20. Spell of the Screaming Jokers
21. The Creature from Club Lagoona
22. Field of Screams
23. Why I'm Not Afraid of Ghosts
24. Monster Dog
25. Halloween Bugs Me!
26. Go to Your Tomb – Right Now!
27. Parents from the 13th Dimension
28. Hide and Shriek II
29. The Tale of the Blue Monkey
30. I Was a Sixth-Grade Zombie
31. Escape of the He-Beast
32. Caution: Aliens at Work
33. Attack of the Vampire Worms
34. Horror Hotel Pt. 1: The Vampire Checks in
35. Horror Hotel Pt. 2: Ghost in the Guest Room
36. The Funhouse of Dr. Freek

#### Mostly Ghostly
1. Who Let the Ghosts Out?
2. Have You Met My Ghoulfriend?
3. One Night in Doom House
4. Little Camp of Horrors
5. Ghouls Gone Wild
6. Let's Get This Party Haunted!
7. Freaks and Shrieks
8. Don't Close Your Eyes!

#### Rotten School
1. The Big Blueberry Barf-Off!
2. The Great Smelling Bee
3. The Good, the Bad and the Very Slimy
4. Lose, Team, Lose!
5. Shake, Rattle and Hurl!
6. The Heinie Prize
7. Dudes, the School is Haunted!
8. The Teacher from Heck
9. Party Poopers
10. The Rottenest Angel
11. Punk'd and Skunked
12. Battle of the Dum Diddys
13. Got Cake?
14. Night of the Creepy Things
15. Calling All Birdbrains
16. Dumb Clucks

#### The Nightmare Room
1. Don't Forget Me!
2. Locker 13
3. My Name is Evil
4. Liar Liar
5. Dear Diary, I'm Dead
6. They Call Me Creature
7. The Howler
8. Shadow Girl
9. Camp Nowhere
10. Full Moon Halloween
11. Scare School
12. Visitors

##### The Nightmare Room Thrillogy
1. Fear Games
2. What Scares You the Most?
3. No Survivors

#### Goosebumps HorrorLand
- Welcome to HorrorLand: A Survival Guide
- Revenge of the Living Dummy
- Creep from the Deep
- Monster Blood for Breakfast!
- The Scream of the Haunted Mask
- Dr. Maniac vs. Robby Schwartz
- Who's Your Mummy?
- My Friends Call Me Monster
- Say Cheese – And Die Screaming!
- Welcome to Camp Slither
- Help! We Have Strange Powers!
- Escape from HorrorLand
- The Streets of Panic Park
- When the Ghost Dog Howls
- Little Shop of Hamsters
- Heads, You Lose!
- Weirdo Halloween
- The Wizard Of Ooze
- Slappy's New Year!
- The Horror at Chiller House
- Claws!
- Night of Giant Everything
- The Five Masks of Dr. Screem
- Why I Quit Zombie School
- Don't Scream!
- The Birthday Party of No Return

#### Goosebumps Most Wanted
- Son of Slappy
- Planet of the Lawn Gnomes
- How I Met My Monster
- Frankenstein's Dog
- Dr. Maniac Will See You Now
- Creature Teacher: The Final Exam
- A Nightmare on Clown Street

Special Edition
- Zombie Halloween
- The 12 Screams of Christmas

#### Hark
1. The Badlands of Hark
2. The Invaders of Hark

#### Dangerous Girls
Both were re-released in 2010 under the name Bitten. ISBN 978-0060530808
1. Dangerous Girls
2. The Taste of Night

### Stand-alone novels
- The Adventures of Shrinkman
- The Beast
- The Beast 2
- Curtains
- Eye Candy
- It's the First Day of School...Forever!
- A Midsummer Night's Scream
- Monsterville: Cabinet of Souls
- Phone Calls
- Red Rain
- The Sitter
- Superstitious
- Three Faces of Me
- When Good Ghouls Go Bad
- Zombie Town

### Anthologies
- Beware! (edited by Stine)
- The Haunting Hour
- The Nightmare Hour
- Tales to Give You Goosebumps
- More Tales to Give You Goosebumps
- Even More Tales to Give You Goosebumps
- Still More Tales to Give You Goosebumps
- More and More Tales to Give You Goosebumps
- More and More and More Tales to Give You Goosebumps
- Goosebumps Triple Header, Book 1
- Goosebumps Triple Header, Book 2

### Short stories
- "The Spell"
- "Dead of Night"
- "The Head Start"
- "Lucky at Cards"
- "The Kid Behind the Door"
- "The Terror After School"
- "Do Some Damage!"
- "Curse of the Smiling Mummy"
- "Can You Keep a Secret?"
- "The Vampire Club"
- "My Worst Nightmare"
- "The Wrong Room"

### Non-fiction and Jovial Bob Stine books
- 101 Vacation Jokes
- 101 Wacky Kid Jokes
- 101 Silly Monster Jokes
- The Absurdly Silly Encyclopaedia and Fly Swatter
- Amazing Adventure of Me, Myself and I
- Blips: The First Book of Videogame Funnies
- Cool Kids' Guide to Summer Camp
- Doggone Dog Joke Book
- Don't Stand in the Soup
- How to Be Funny
- It Came From Ohio!: My Life As A Writer (autobiography)
- Miami Mice
- Pork and Beans: Play Date
- The Sick of Being Sick Book
- You Know It's Going to Be A Long School Year When...
- My Secret Identity
- Pigs' Book of World Records
- Jovial Bob's Computer Joke Book

#### Movie novelizations
- Ghostbusters II Storybook
- Spaceballs: The Book
- Big Top Pee-Wee

### Zachary Blue books
- The Jet Fighter Trap
- The Protectors: The Petrova Twist

### Picture books
- Gnasty Gnomes

### Comic books
- Man-Thing

### Contributions to other series

#### Crosswinds
- Broken Date
- How I Broke Up With Ernie

#### Masters of the Universe
- Demons of the Deep

#### Twist-a-plot
- The Time Raider
- Golden Sword of Dragonwalk
- Horrors of the Haunted Museum
- Instant Millionaire

#### Find Your Fate
- Indiana Jones and the Curse of Horror Island
- Indiana Jones and the Giants of the Silver Tower
- Indiana Jones and the Cult of the Mummy's Crypt
- James Bond in Win, Place or Die
- Indiana Jones and the Ape Slaves of Howling Island

#### Find Your Fate Junior: Golden Girl
- Golden Girl and the Vanishing Unicorn

#### Wizards, Warriors and You
The books followed the standard Choose Your Own Adventure formula, but also featured "flagged" choices that were determined by choices earlier in the book. (For example, "If you already have the Unfathomable Pocket of Crowden, turn to page 65; otherwise, turn to page 78.") The books attempted to introduce a further "role-playing game-like" element with the inclusion of randomization to determine events such as the outcome of a battle or success of a spell. These RPG-like elements were designed for young readers, and were thus very simple, as opposed to the complex mechanics of the teen-oriented Fighting Fantasy and Lone Wolf series of gamebooks.
- The Forest of Twisted Dreams
- The Siege of the Dragonriders (as Eric Affabee)
- Challenge of the Wolf Knight
- The Dragon Queen's Revenge (as Eric Affabee)
- Cavern of the Phantoms
- Attack on the King (as Eric Affabee)

#### G.I. Joe: Find Your Fate
- Operation: Star Raider (as Eric Affabee)
- Operation: Deadly Decoy
- Operation: Mindbender
- Serpentor and the Mummy Warrior

#### G.I. Joe
- Siege of Serpentor
- Jungle Raid

#### Horror High
- Fatal Kiss
- Grave Intentions
- Deadly Rumours

#### Point Horror
- Blind Date
- Twisted
- The Babysitter
- Beach Party
- The Boyfriend
- The Babysitter II
- The Girlfriend
- The Snowman
- Beach House
- Hit and Run
- The Hitchhiker
- Halloween Night
- The Babysitter III
- The Dead Girlfriend
- Call Waiting
- Halloween Night II
- I Saw You That Night!
- The Witness
- The Babysitter IV